# Édith retrouvant le corps d'Harold après la bataille d'Hastings
Édith retrouvant le corps d'Harold après la bataille d'Hastings est un tableau réalisé par le peintre français Horace Vernet en 1828. Cette huile sur toile de grand format est une peinture d'histoire qui représente Édith au Col de cygne désignant le cadavre d'Harold Godwinson au terme de la bataille d'Hastings, en Angleterre. Exposée au Salon de 1827, qui se termine l'année suivante, l'œuvre est conservée au musée Thomas-Henry de Cherbourg-en-Cotentin, en France.